# Ројрт
Ројрт (њем. Rheurdt) општина је у њемачкој савезној држави Северна Рајна-Вестфалија. Једно је од 16 општинских средишта округа Клефе. Према процјени из 2010. у општини је живјело 6.716 становника. Посједује регионалну шифру (AGS) 5154048.

## Географски и демографски подаци
Ројрт се налази у савезној држави Северна Рајна-Вестфалија у округу Клефе. Општина се налази на надморској висини од 30 метара. Површина општине износи 30,0 km². У самом мјесту је, према процјени из 2010. године, живјело 6.716 становника. Просјечна густина становништва износи 224 становника/km².